# Vesnický kostel (Struppen)
Vesnický kostel ve Struppenu (německy Dorfkirche Struppen) je původně románský, renesančně a barokně upravovaný vesnický kostel v saské obci Struppen. Nejstarší dochované stavební části (kněžiště, sakristie, vítězný oblouk a jižní portál) pocházejí z poslední třetiny 13. století, první písemná zmínka o kostele je však až z roku 1354. K zásadním přestavbám došlo kolem roku 1600 (přístavba patrové předsíně) a 1695 (zvýšení věže). V průběhu 17. a 18. století byl postupně obnovován a doplňován interiér kostela. Zatím poslední celková rekonstrukce kostela začala v roce 1978.
Jednolodní sálový kostel zakončuje chórová věž o čtvercovém půdorysu, která přechází v osmistěnnou nástavbu. Patrovou předsíň na jižní stěně zakončuje volutový štít a doplňuje schodišťová věž. Interiér je plochostropý, kněžiště je zaklenuto žebrovou klenbou, sakristie pak klenbou valenou. Na pravé straně vítězného oblouku se nachází novorenesanční kazatelna, vpravo od něj jsou odkryté středověké fresky. Na dvoupatrové dřevěné empoře stojí varhany pocházející patrně z roku 1668, které jsou tak pravděpodobně nejstarší v regionu Saského Švýcarska. Tři ocelové zvony pocházejí z roku 1956.

## Historie

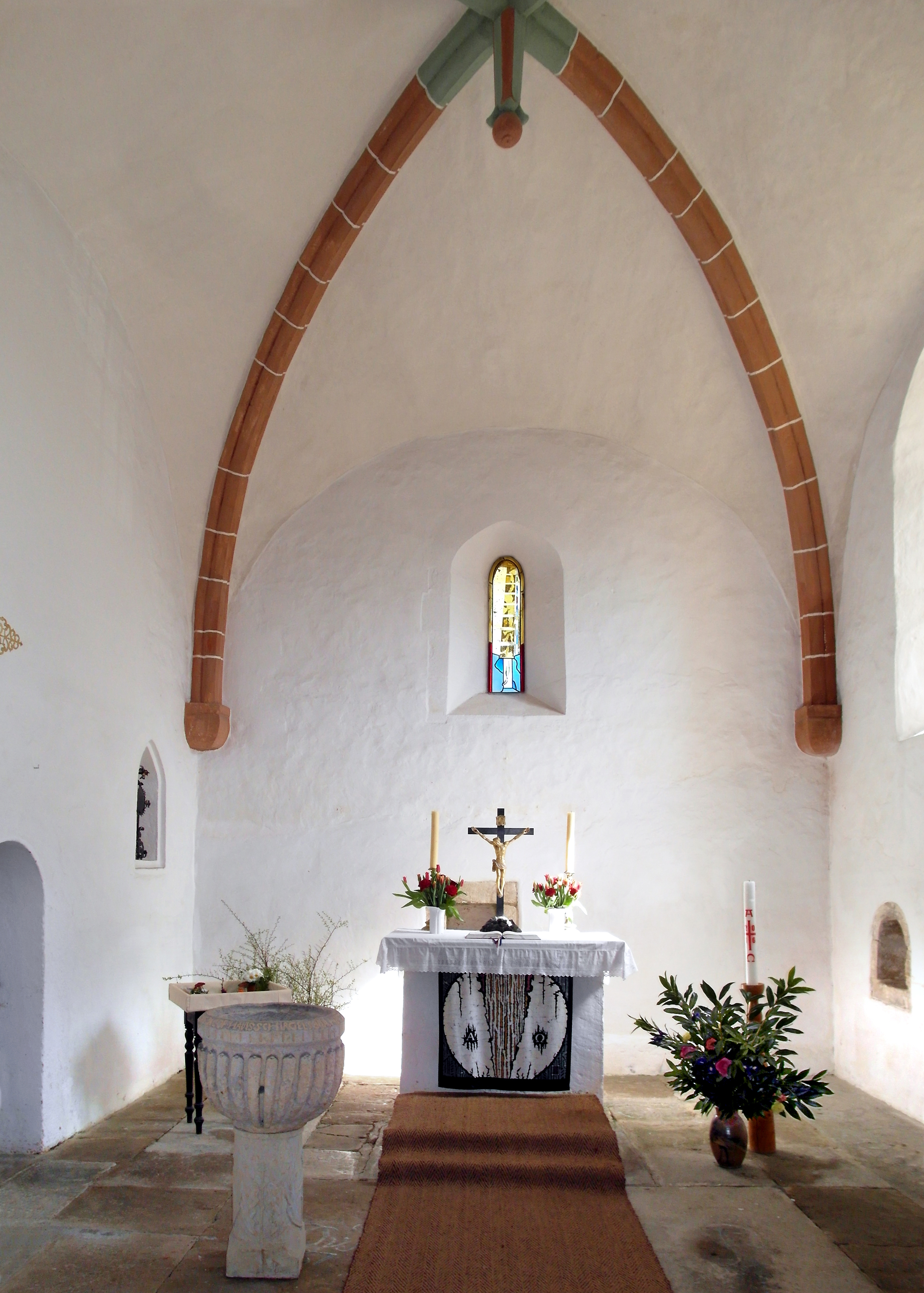
Kněžiště

Přesná doba výstavby struppenského kostela není známá, podle stavebně-historického průzkumu však stavba pochází patrně z poslední třetiny 13. století. První písemná zmínka o vsi ovšem pochází až z roku 1310 (v některých starších pramenech se uvádí též rok 1275) a kostel (Kirche zu Strupim) je v písemných pramenech prvně zachycen roku 1354 u příležitosti změny kněze, kdy zemřelého faráře Mathiase nahradil kněz Petrus/Peter. Kostel spadal v této době pod pražskou arcidiecézi a její bílinský arcidiakonát, respektive ústecký děkanát. Farnost odváděla každý půlrok desátky ve výši 7 pražských grošů.
Z dochovaných pramenů není jisté, kdo měl nad kostelem patronátní právo. Jako nejpravděpodobnější nejstarší držitelé práva se jeví páni z Donína, kteří byli později (patrně po roce 1406) vystřídáni Řádem německých rytířů, který je v souvislosti s kostelem zmiňován až do poloviny 16. století. Roku 1406 přešlo vlastnictví českých území v Sasku, rozkládajících se v okolí hradů Königstein, Pirna a Donín, do rukou saského panovnického rodu Wettinů. Držbu a vedení státní hranice stvrdila roku 1459 chebská smlouva. Kostel touto změnou přešel pod správu míšeňské diecéze.
Roku 1501 patřily k struppenské farnosti také blízké vsi Leupoldishain, Naundorf a Pötzscha, v roce 1548 je již zmíněna také ves Obervogelgesang. S prosazením reformace v Sasku přešel kostel po roce 1539 pod superintendenturu v Pirně a stal se protestantským.
V průběhu 16. století byla upravena a rozšířena kostelní loď. Patrně kolem roku 1600 došlo k přístavbě patrové předsíně na jižní stěně. V roce 1695 byla stavebně upravena a o osmihrannou přístavbu zvýšena chórová věž, přičemž byla její střecha nově pokryta břidlicí namísto šindele. V průběhu 17. a 18. století byl interiér barokizován a vybaven novými emporami, lavicemi a mobiliářem. Roku 1736 došlo k dalšímu rozšíření kostelní lodi. Během 19. století jsou zaznamenány následující úpravy: roku 1834 renovace oltáře, v roce 1839 obnova a zvětšení oken a oprava varhan, roku 1878 opravy mobiliáře a instalace nového lustru, v roce 1879 požehnání tří nových zvonů a roku 1895 celková renovace exteriéru.
Roku 1917, v průběhu první světové války, došlo k rekvizici zvonů a také části píšťal v přední části prospektu varhan. Po skončení války byly pořízeny nové zvony a roku 1927 byly také opraveny varhany. Během druhé světové války musely být opět odevzdány zvony pro válečné účely. Tři zcela nové získal kostel v roce 1956. Roku 1978 a v letech následujících prošel kostel celkovou opravou interiéru i exteriéru.
Struppenský vesnický kostel náleží od roku 2021 k Evangelicko-luterské církevní obci Pirna-Sonnenstein–Struppen. Je využíván k pravidelným nedělním bohoslužbám, které se konají zpravidla jednou za dva týdny, a dále také k různým společenským a kulturním akcím. Stavba je chráněna jako kulturní památka pod číslem 09224335.

## Popis

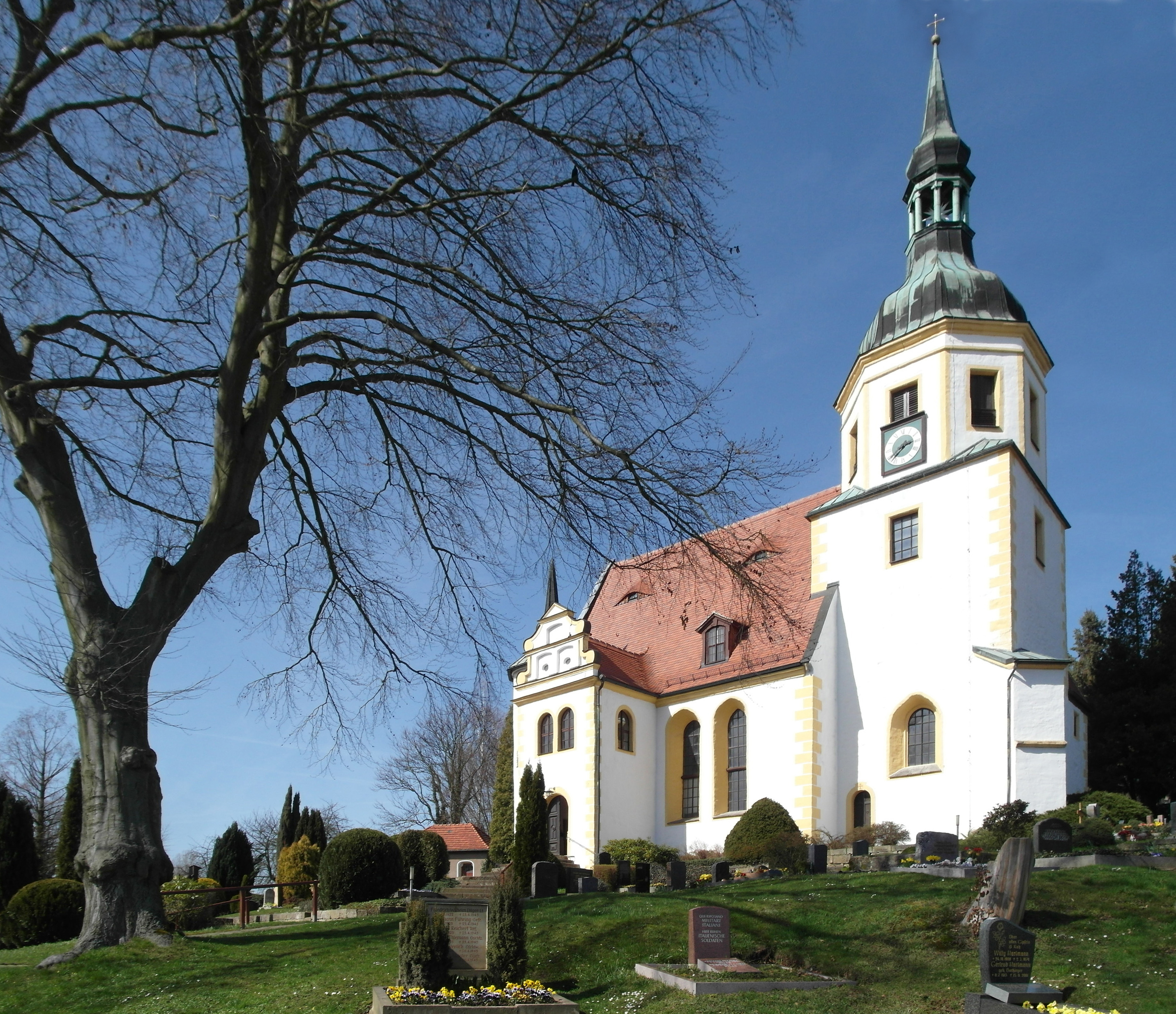
Pohled od jihovýchodu

### Exteriér
Vesnický kostel ve Struppenu je jednolodní, sálový a orientovaný a kombinuje v sobě vhodně několik stavebních slohů dokládajících postupný stavební vývoj. Kostelní loď je obdélníkového půdorysu, na východě na ni navazuje chórová věž čtvercového půdorysu, z jihu pak přístavba předsíně s válcovitou schodišťovou věží. Fasáda je jednoduchá, opatřená nárožní bosáží a celkově kombinuje barokní a renesanční prvky. Okna lodi završuje jednoduchý oblouk. Předsíň při jižní stěně je patrová a zakončuje ji zdobený renesanční volutový štít. Chórová věž je ve spodní části hranolová a navazuje na ni mladší barokní osmiboká přístavba s obdélníkovými žaluziovými okny. Střechu věže zakončuje helmice s lucernou a cibulí. Vysokou sedlovou střechu lodi pokrývají pálené tašky a poblíž západního štítu je na ní umístěna větrná korouhev s datací 1695.

### Interiér
Interiér je plochostropý, poměrně chudý na vybavení. Pozdně románský portál v jižní stěně, vítězný oblouk, sakristie a také prostor kněžiště jsou nejstaršími stavebními částmi kostela datovanými do poslední třetiny 13. století. Strop člení jemné štukové lišty. Vítězný oblouk je mírně klenutý půlkruhovým obloukem a po jeho stranách se nachází zčásti odkryté středověké fresky. Dřevěná kazatelna, umístěná vpravo na vítězném oblouku, nese novorenesanční prvky. Vpravo od ní je na stěně umístěn epitaf generálmajora von Bolbritz († 1760) z roku 1775. Dvoupatrové empory jsou umístěné při jižní a západní stěně, na kůru při západní stěně stojí varhany.
Kněžiště je zaklenuto raně gotickou žebrovou klenbou, umístěnou na konzolách a doplněnou zavěšeným svorníkem. Ve východní stěně kněžiště je proraženo malé vitrážové okénko zakončené půlkruhovým obloukem a v jižní stěně velké okno s lomeným obloukem. Malý dřevěný oltář doplňuje kamenná klasicistní křtitelnice. Sakristii zaklenuje valená klenba. V předsíni je umístěn epitaf faráře Alarda († 1689), v patře předsíně je umístěna panská oratoř.

#### Varhany

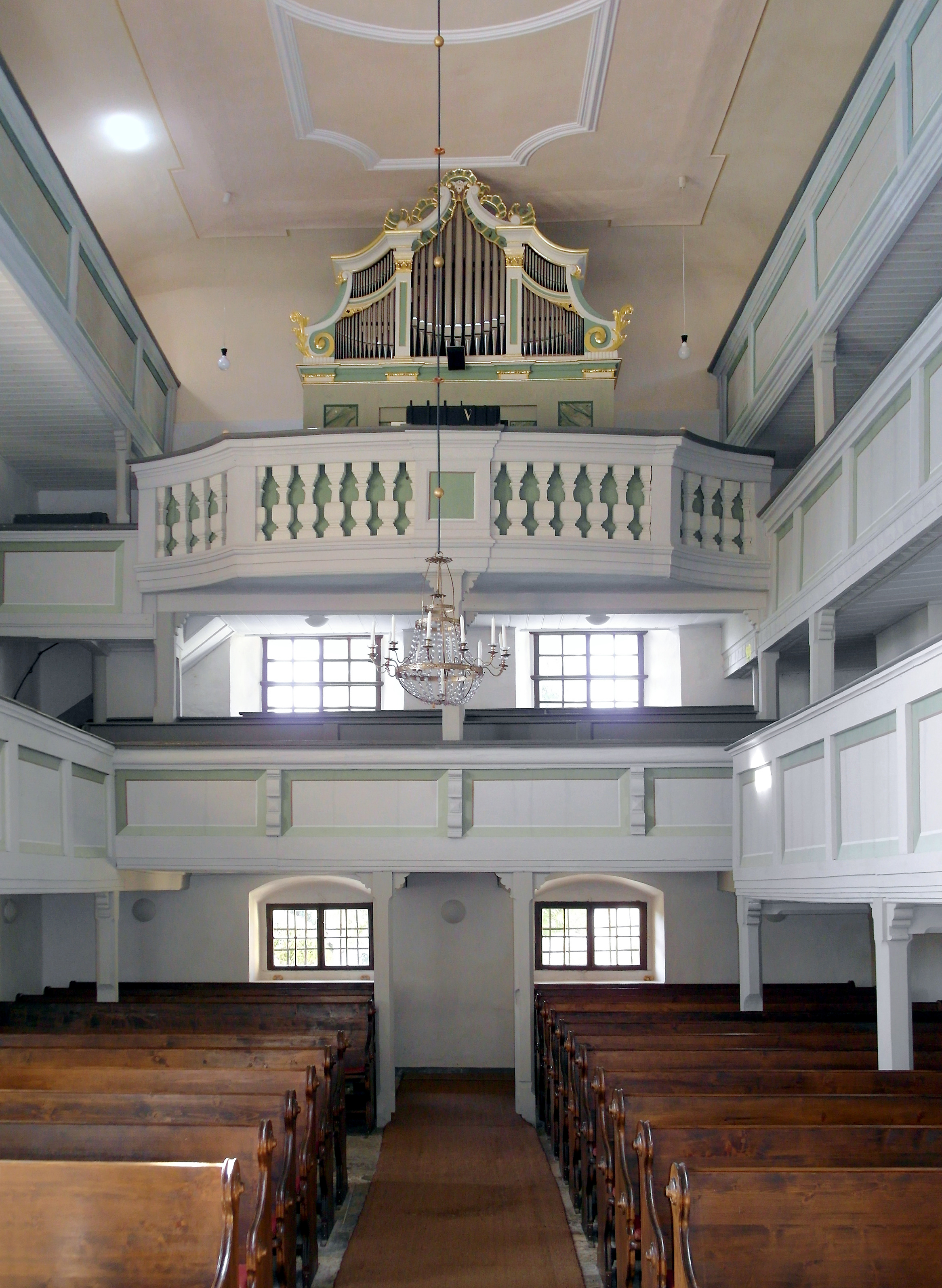
Interiér s pohledem na empory a varhany

Nejstarší známé varhany postavil na kůru roku 1668 pravděpodobně königsteinský varhanář Christian Frietzsche (1638–1680). Roku 1785 pracoval na novém nástroji geisingský varhanář Johann Daniel Ranft (1736–1794). Není zcela jasné, zda přestavěl varhany z roku 1668, anebo postavil zcela nové. Pokud by se jednalo o přestavbu předchozího nástroje, byly by struppenské varhany nejstarší v oblasti Saského Švýcarska. Nástroj měl původní dispozice 12 rejstříků v jednom manuálu a jednom pedálu. V roce 1839 prošel větší opravou a roku 1896 byly změněny dispozice varhan (odstraněny dva rejstříky a nahrazeny třemi novými). Část píšťal musela být v roce 1917 odevzdána pro válečné účely. Další změny dispozic provedla v roce 1927 drážďanská firma bratří Jehmlichů (přidání druhého manuálu se třemi rejstříky) a v roce 1951 budyšínská firma Herrmann Eule (výměna rejstříků). Poslední úpravu varhan provedl v roce 2010 Georg Wünning (* 1948) z Großolbersdorfu, který navrátil nástroji původní dispozice a odstranil pozdější úpravy. Varhany tak disponují mechanickou trakturou a celkem 12 rejstříky, z toho 9 v manuálu a 3 v pedálu.
| Manuál (CD–d³) |                       |        |
| 1.             | Flétna (Flauto Major) | 8'     |
| 2.             | Kvinta viola          | 8'     |
| 3.             | Principál             | 4'     |
| 4.             | Flétna špičatá        | 4'     |
| 5.             | Flétna (Flauto Minor) | 4'     |
| 6.             | Oktáva                | 2'     |
| 7.             | Kvinta                | 1 1/2' |
| 8.             | Kornet                | 3×     |
| 9.             | Mixtura               | 4×     |

| Pedál (CD–d¹) |             |     |
| 10.           | Subbass     | 16' |
| 11.           | Violonbass  | 8'  |
| 12.           | Trompetbass | 8'  |

#### Zvony
Ve zvonici chórové věže jsou umístěny tři ocelové zvony, které vyrobilo v roce 1956 apoldské zvonařství Schilling und Lattermann. Největší zvon o váze 1285 kilogramů měří v průměru 142 centimetrů a zní tónem f¹, prostřední zvon váží 678 kilogramů, v průměru měří 112 centimetrů a zní tónem a¹ a nejmenší zvon o váze 350 kilogramů měří v průměru 92 centimetrů a zní tónem c².

## Okolí kostela

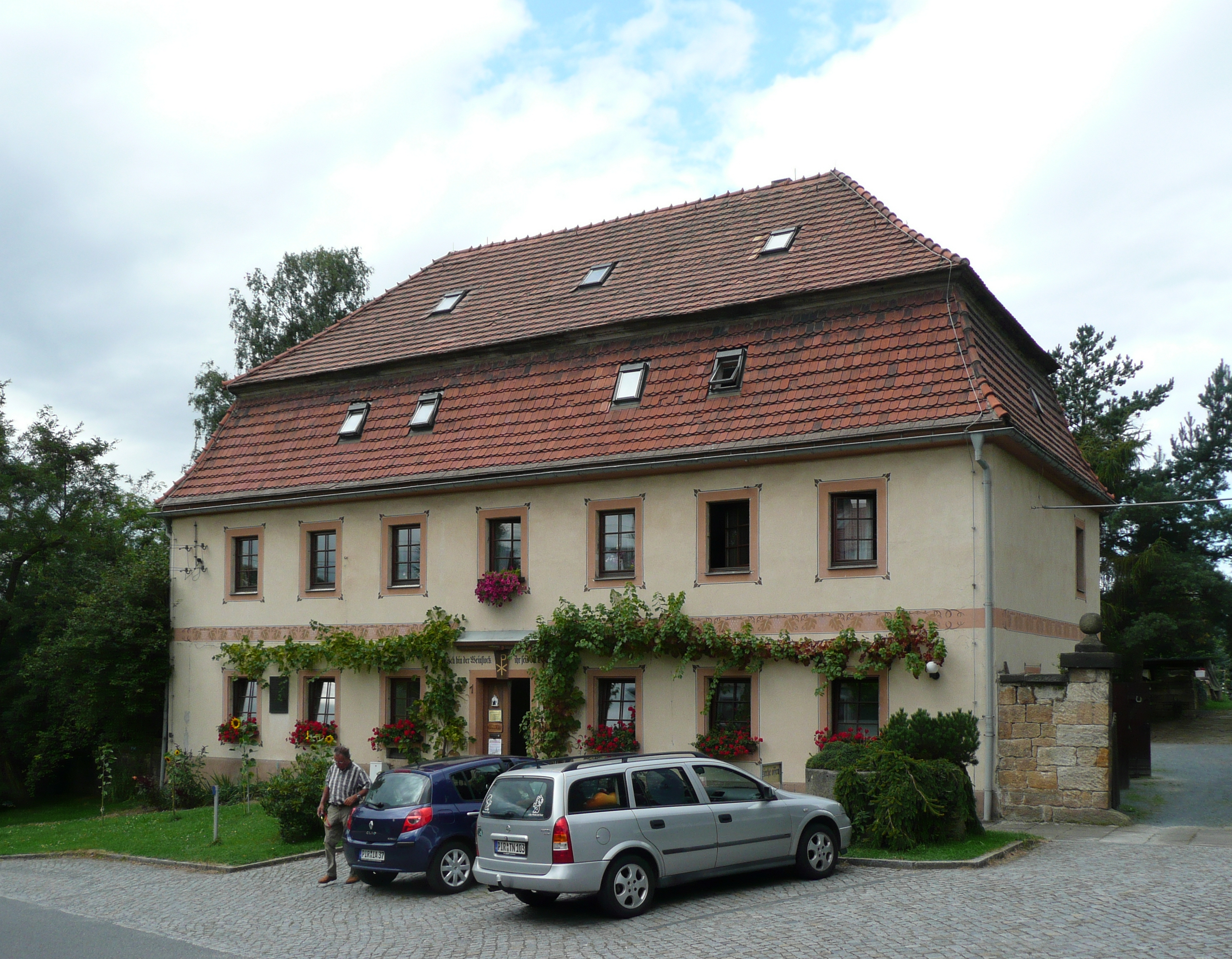
Fara

Kolem kostela se rozprostírá stále používaný hřbitov středověkého založení, který byl v letech 1760 a 1892 rozšířen. Areál kostela a hřbitova je obehnán zdí z pískovcových kvádrů. Jižně od kostela stojí barokní budova fary, která byla postavena na místě starší budovy v letech 1748–1750. Budova má mansardovou střechu a fasádu zdobenou šablonovými malbami. Větší přestavbou prošla budova v letech 1899 (interiér) a 1901 (exteriér). V této budově se jako syn pastora 1. září 1758 narodil budoucí teolog a vlastivědec Wilhelm Leberecht Götzinger (1758–1818). Stodola u fary nese dataci 1679. Fara je chráněná jako kulturní památka pod číslem 09224336. Severně od kostela stojí areál původně renesančního zámku Kleinstruppen pocházejícího z 15. století, který je rovněž kulturní památkou s číslem 09304317.

## Církevní obec
Do roku 2020 byl vesnický kostel ve Struppenu farním a zároveň také jediným kostelem církevní obce (farnosti) Struppen. Ta byla s účinností od 1. ledna 2021 připojena k církevní obci Pirna-Sonnenstein a nadále nese název církevní obec Pirna-Sonnenstein–Struppen. Církevní obec spadá pod Církevní okrsek Pirna, jenž je součástí Evangelicko-luterské zemské církve Saska. Do církevní obce spadá část obce Struppen (místní části Struppen, Struppen-Siedlung, Naundorf a Ebenheit), dále Leupoldishain (místní část města Königstein), Pötzscha (místní část města Stadt Wehlen) a nejvýchodnější část velkého okresního města Pirna (místní části Sonnenstein, Cunnersdorf, Obervogelgesang a Niedervogelgesang). Kromě struppenského kostela stojí v církevní obci farní centrum Pirna-Sonnenstein, které slouží zároveň jako sídlo církevní obce. Farářem je Andreas Günzel.

## Galerie

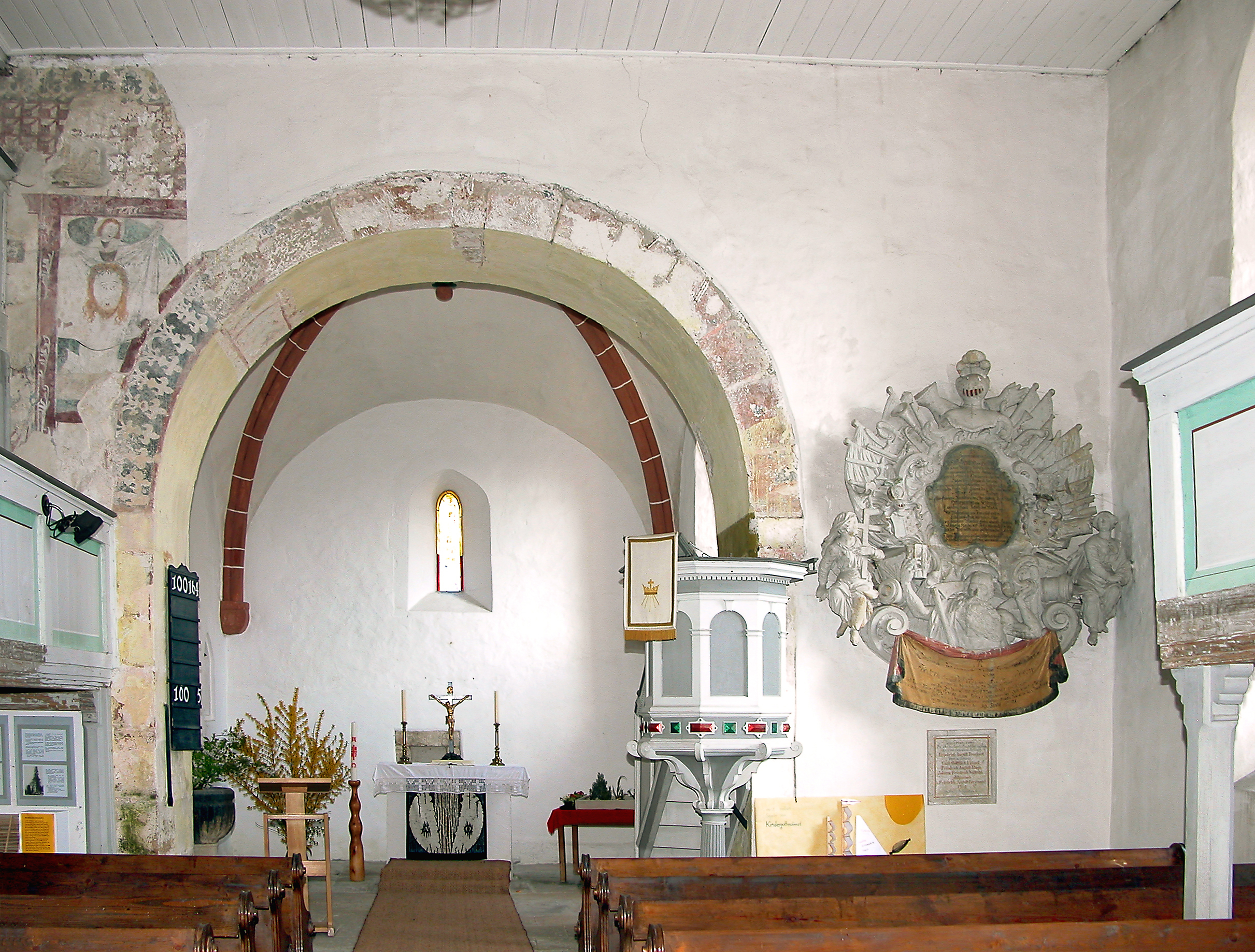
Kněžiště a východní stěna
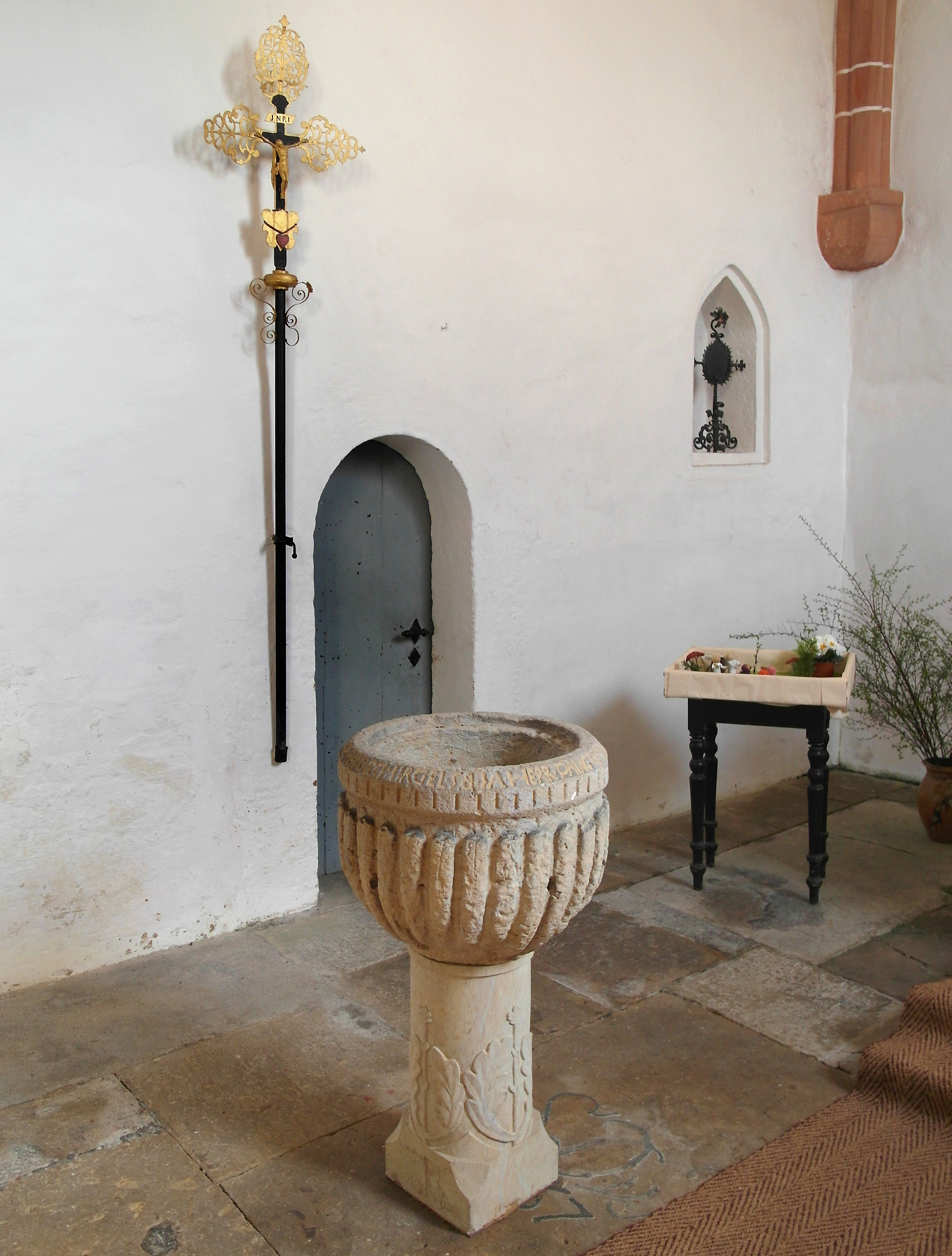
Křtitelnice
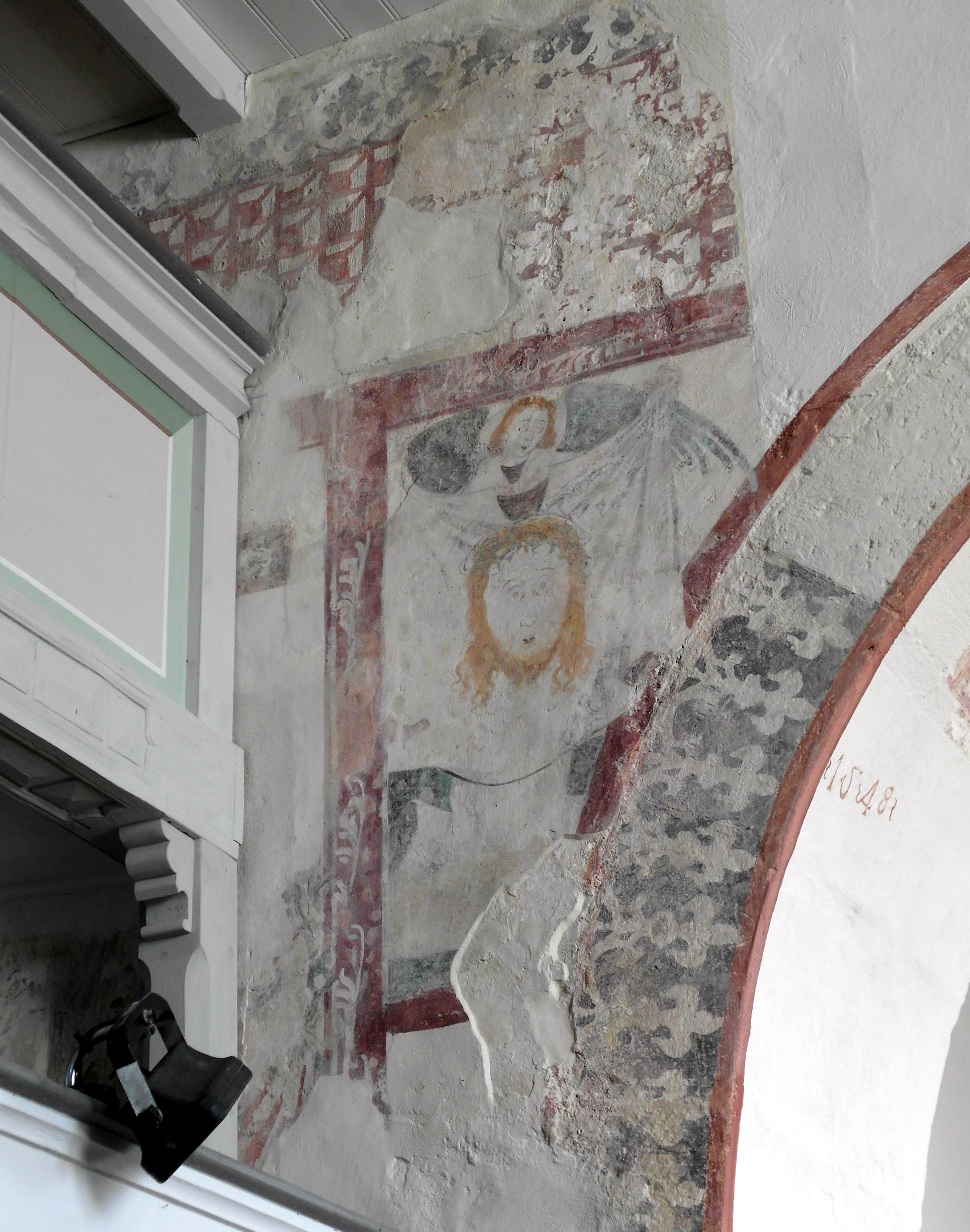
Středověké fresky
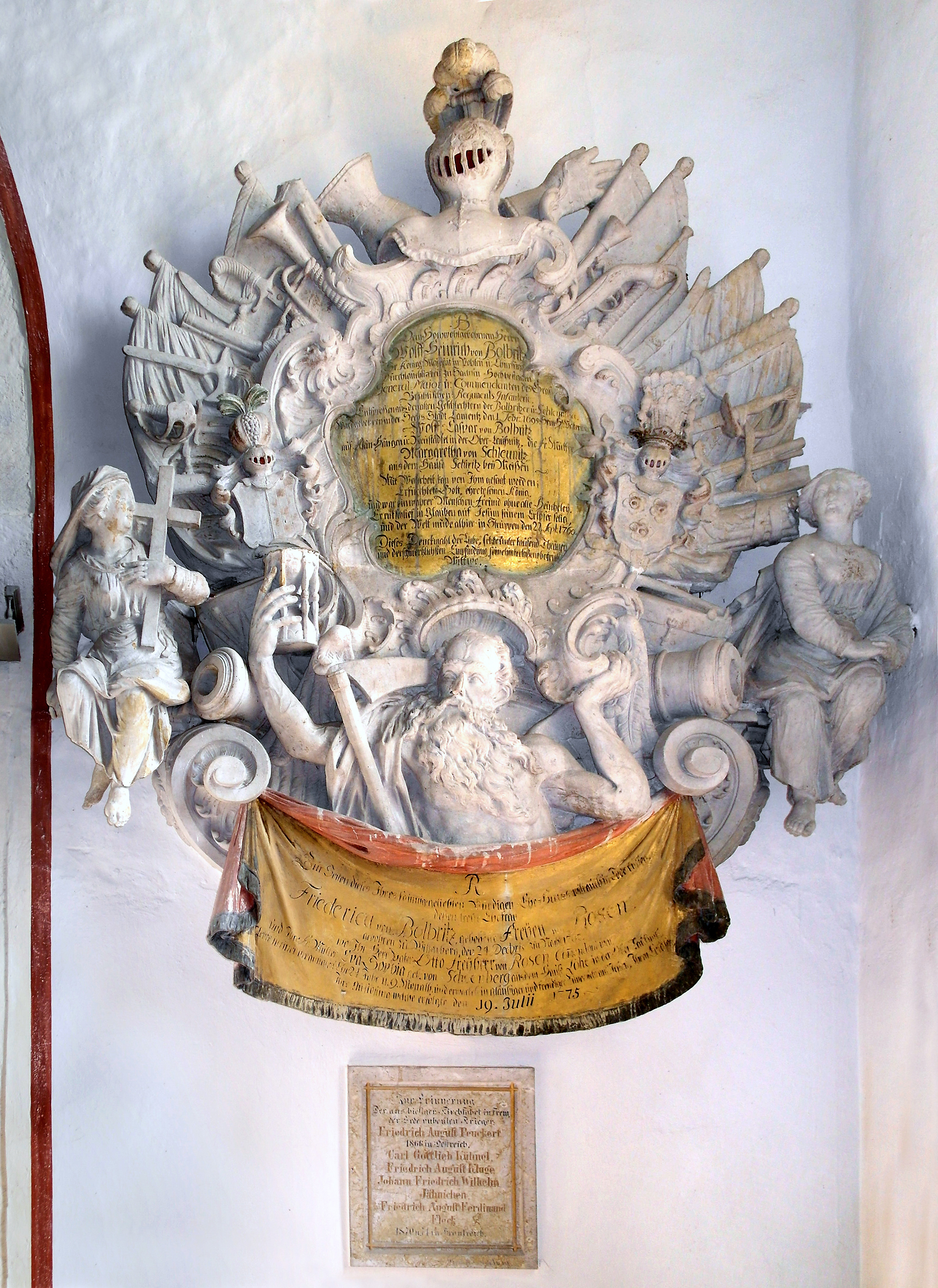
Epitaf
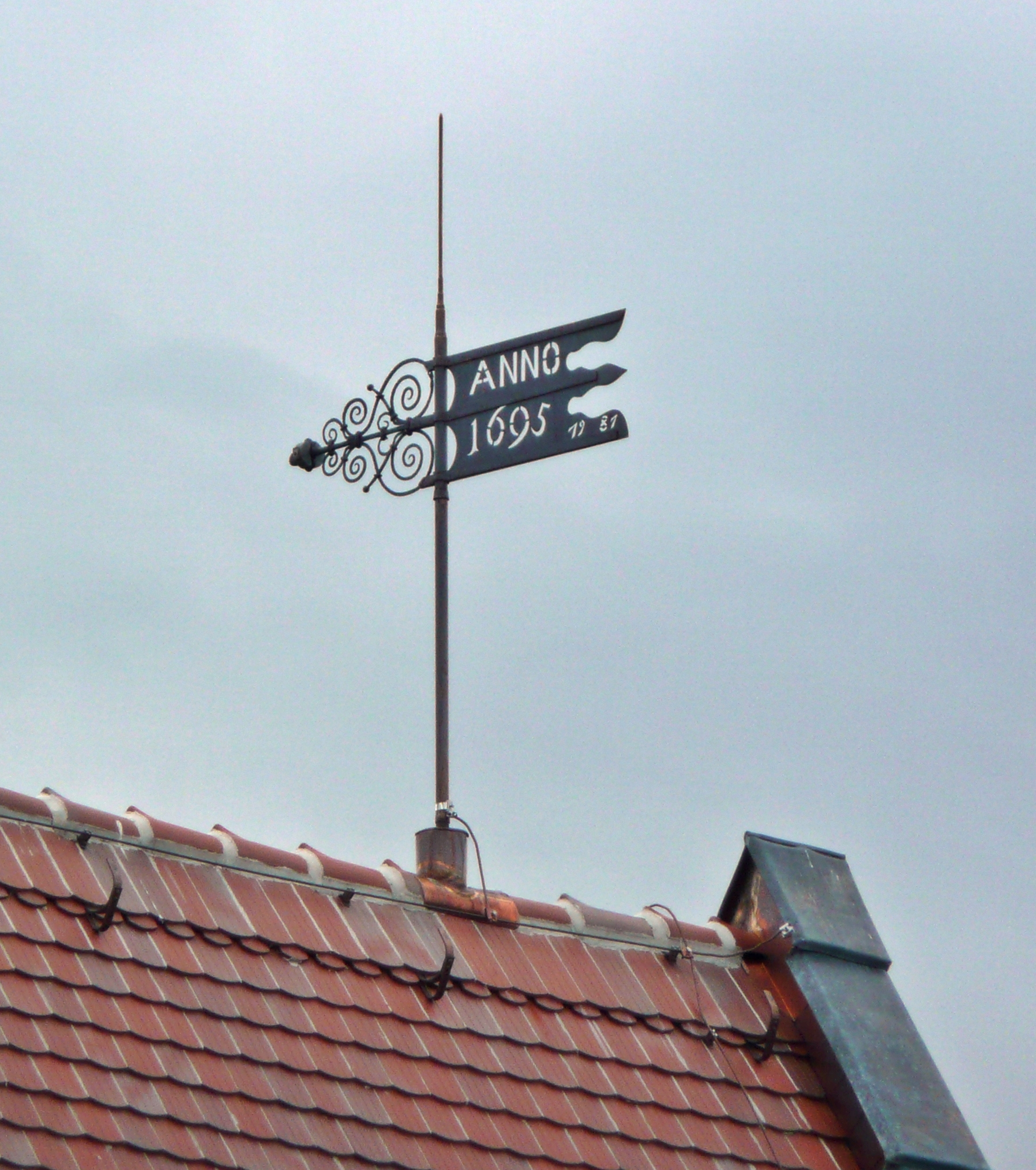
Větrná korouhev